# アエミリア (小惑星)
アエミリア (159 Aemilia) は、小惑星帯に位置する比較的大きな小惑星の一つ。1876年1月26日にパリでフランスの天文学者、ポール＝ピエール・アンリにより発見された。
イタリアのピアチェンツァからリミニに至るローマ街道の一部、エミリア街道（別名アエミリア街道）から命名されたと考えられている。
自転の速度は遅くて暗く、主に炭素化合物から構成されている。ヒギエア族と似た軌道を通るが、サイズが大きく、起源が同じとは考えられないため、ヒギエア族には分類されない。
2001年と2003年に日本国外で、2010年7月に鹿児島県でアエミリアによる恒星の掩蔽が観測された。